# Nosema ceranae
Espèce
Nosema ceranae est une espèce de champignons microscopiques unicellulaires parasites d'origine asiatique, susceptible de provoquer des infections fongiques (dites nosémoses) chez certaines espèces d'insectes, dont l'abeille. Il appartient à l'embranchement des microsporidies, c'est un parasite intracellulaire obligatoire, c'est-à-dire ne pouvant vivre que sur un hôte.
Ce champignon semble agir en synergie avec le fipronil (molécule insecticide), augmentant la toxicité de ce produit pour les abeilles. Il pourrait ainsi jouer un rôle indirect dans certains phénomènes de mortalité des abeilles. Ceci est fortement suspecté depuis 2012 et le mécanisme est mieux compris en 2017 : la synergie entre le fipronil toxique et le pathogène induit une modification de la physiologie du mâle, qui compromet la reproduction.

## N. ceranaeet abeilles
N. ceranae est le champignon responsable de la nosémose. Il est souvent retrouvé dans le corps des abeilles mortes (tout comme Nosema apis) et son expansion semble avoir été contemporaine de l'apparition et du développement du syndrome d'effondrement des essaims. La co-infection des colonies par Nosema et le virus de la famille des Iridoviridae IIV6 est une cause possible de ce syndrome.
Il a aussi été démontré que l'exposition à différents pesticides comme le fipronil et les néonicotinoïdes rendent les abeilles plus susceptibles aux infections par Nosema spp.
Les facteurs favorisant la nosemose sont principalement : les hivers longs et humides (confinement, apport alimentaire pauvre), un hivernage sur des réserves de miellat, le retour brutal du mauvais temps et les périodes prolongées de confinement du printemps à l'été.

## Génome
Il semblerait que ce genre de champignons soit génétiquement assez proche des Eumycètes dont il dérive peut-être par adaptation au parasitisme.

## Critère d'identification
Il est facilement confondu avec Nosema apis.
Nosema ceranae ne provoque pas de traces de diarrhées.
Seul une analyse en laboratoire sur un lot d'une cinquantaine d'abeilles mortes depuis moins de 24-48H permettra de confirmer le diagnostic.

## Facteurs de virulence
La durée de vie des abeilles atteintes est réduite.